# Disclosure (album)
Disclosure è il decimo album discografico in studio del gruppo musicale rock olandese dei The Gathering, pubblicato nel 2012.

## Tracce
1. Paper Waves – 5:32
2. Meltdown – 7:56
3. Paralyzed – 5:04
4. Heroes For Ghosts – 10:42
5. Gemini I – 4:55
6. Missing Seasons – 3:26
7. I Can See Four Miles – 9:04
8. Gemini II – 5:03

## Formazione
- Silje Wergeland - voce
- René Rutten - chitarre
- Frank Boeijen - tastiere
- Marjolein Kooijman - basso
- Hans Rutten - batteria